# Ebenweiler
Ebenweiler è un comune tedesco di 1 329 abitanti situato nel land del Baden-Württemberg.